# The Loved Ones
The Loved Ones to australijski film fabularny z 2009 roku w reżyserii Seana Byrne'a. Hasłem promocyjne tego filmu jest tekst: „Studniówka może być torturą”

## Fabuła
W małej australijskiej miejscowości kobieta o imieniu Lola (Robin McLeavy) wraz ze swoim ojcem porywają młodych mężczyzn. Na ofiary wybierane są osoby, w których zakochuje się Lola. Porwani mężczyźni są okrutnie torturowani, poddawani zabiegowi lobotomii a następnie więzieni w piwnicy i karmieni padliną. W dniu studniówki ich ofiarą pada Brent (Xavier Samuel), chłopak ze skłonnościami samobójczymi, który kilka lat wcześniej doprowadził do wypadku w którym zginął jego ojciec. Brent podczas tortur odzyskuje wolę walki i postanawia za wszelką cenę się uwolnić i zemścić na oprawcach.
Sceny tortur są przeplatane historią Jamiego - przyjaciela Brenta - który podczas studniówki wraz ze swoją nową dziewczyną o imieniu Mią - korzysta z życia, zażywając narkotyki, pijąc alkohol i uprawiając seks. 

## Odbiór
Film, pomimo iż składa się z niemalże samych scen przemocy i tortur - otrzymał bardzo wysokie oceny od krytyków filmowych, uzyskując 98% pozytywnych recenzji na stronie Rotten Tomatoes (39 pozytywnych recenzji, 1 negatywna). Krytycy zwracają uwagę na połączenie dwóch historii: Brenta cierpiącego podczas tortur i jego przyjaciela Jamiego, który przeżywa jedną z najlepszych nocy w swoim życiu.